# ДУМА ТВ
«ДУМА ТВ» — парламентское телевидение Государственной Думы Федерального Собрания Российской Федерации. Вещает круглосуточно из Москвы.
Digital-media, рассказывающее о работе одной из палат парламента России — Государственной Думы — о том, как она устроена, о новых законодательных инициативах и общественной деятельности депутатов Госдумы.

## История
Попытка реализации проекта видеотрансляций заседаний Государственной думы была предпринята ещё в 2007 году, когда 3 июля на RuTube был запущен видеоканал «Дума-ТВ». Инициатором идеи подобного проекта выступил Виктор Алкснис, предлагавший транслировать заседания в прямом эфире с целью демонстрации зрителям позиции каждого депутата по тем или иным вопросам. С февраля того года на официальном сайте Совета Федерации уже осуществлялись трансляции заседаний.
В 2017 году Государственная Дума на пленарном заседании приняла постановление об учреждении государственного федерального СМИ — Парламентского телевидения. Основная цель создания — обеспечение всестороннего информирования граждан РФ о деятельности Госдумы.
По словам главы Комитета Госдумы по регламенту Ольги Савастьяновой, нижняя палата парламента хотела бы видеть полноценное информирование о деятельности Госдумы с элементами обратной связи, а также с использованием различных видеоформатов. «Для того, чтобы реализовать эти задачи, очень важно, чтобы журналисты были более независимыми», — отметила Савастьянова.
Датой создания канала является 11 августа 2017 года.
По данным исследования Института развития правового общества и Международного центра развития молодежных инициатив «Поколение Права», проведенного в июне 2021 года, Дума ТВ с показателем узнаваемости 59%  имеет наибольшую популярность среди всех официальных СМИ обеих палат парламента (опрос 2 460 респондентов и 59 экспертов).

## Руководство
С мая 2024 года главный редактор «ДУМА ТВ» —  Дмитрий Масланов.
Коллектив телеканала — команда профессиональных продюсеров, редакторов, корреспондентов и операторов.
В состав Наблюдательного совета организации входят представители всех фракций в Государственной Думе — Единая Россия, КПРФ, ЛДПР, СРПЗП и Новые люди. Председатель Наблюдательного совета — Толстой Пётр Олегович, заместитель Председателя Государственной Думы.

## Вещание
ДУМА ТВ вещает в нескольких форматах. Эфирное вещание осуществляется на сайте www.dumatv.ru , а также на цифровых сервисах и платформах: МегаФон ТВ, Megogo, Onlime и Lime HD. На телеканале Россия-24 еженедельно выходит программа «Парламентский час».

## Конкурсы и награды
Канал принимает участие в творческих конкурсах в профессиональной среде, из последних — «ТЭФИ-Мультимедиа» — национальной премии за высшие достижения в области журналистики, в которой программа канала «Интервью» была отобрана жюри в один лонг-лист с программой Владимира Познера.
В День российской печати Председатель Государственной Думы Вячеслав Володин вручает дипломы победителям творческого конкурса за лучшее освещение работы Госдумы в российских СМИ, среди награждённых ежегодно присутствуют и сотрудники «ДУМА ТВ».

## Программы
Команда «ДУМА ТВ» делает эксклюзивные программы, специальные репортажи, интервью, новостные сюжеты, аналитику, журналистские расследования, представляет экспертные мнения депутатов Госдумы о резонансных законопроектах и главных событиях в стране и мире. Список программ:
| Название                   | Описание |
| -------------------------- | --- |
| «Парламентский час»        | Итоги парламентской недели. Флагманская программа телеканала, существует с 1997 года. Выходит в эфир на канале «ДУМА ТВ» и «Россия-24». |
| «История вопроса»          | Всего за несколько минут не только рассказывается, но и показывается графически история абсолютно разных явлений — от пенсионной системы до истоков советской и российской космонавтики. |
| «Народное мнение»          | Еженедельная программа об актуальных событиях. |
| «Наше всё»                 | Научно-просветительский проект о российских инновациях, передовых технологиях и людях, которые их создают. Ведущий — Дмитрий Орешкин. |
| «По порядку»               | Итоги недели с Вячеславом Коноваловым. Коротко и ясно о том, что касается каждого. |
| «Пока не остыл кофе»       | Утренняя аналитическая программа. За чашкой кофе ведущий рассказывает о социальных изменениях в России. |
| «Дума Лайт»                | Просто и понятно рассказывается о принятых Госдумой новых законах. Разбираются новые законы простым и понятным зрителю языком. |
| «Дума Лайт Комменты»       | Формат с ответами на вопросы подписчиков канала из YouTube и социальных сетей о законопроектах и жизни Госдумы. |
| «Прямая речь»              | Актуальные комментарии, посвящённые наиболее важным событиям дня. Новая аналитическая программа «Прямая речь» — разносторонний взгляд на острые вопросы через призму депутатского мнения. |
| «NO COMMENT»               | Яркие высказывания депутатов на острые обсуждаемые темы. Без комментариев — слово предоставляется зрителям. |
| «Простая сложная правда»   | Аналитическая передача. Просто и понятно о новых законах. |
| «Законный вопрос»          | Депутаты отвечают на вопросы по принятым законам. |
| «Законный вопрос. Подкаст» | Эксперты по заданной теме просто и непринуждённо дадут ответ на максимально острые, а подчас и весьма дилетантские вопросы — от ядерной физики и криптовалюты до семейных отношений. |
| «Дежавю»                   | Ведущий через ретроспективу рассказывает об изменениях в нашей жизни. |
| «В двух словах»            | Еженедельная программа о том, как пользоваться новыми законами и применять их на практике. Еженедельная программа-туториал. |
| «Интервью»                 | Актуальное интервью. Обстоятельный разговор в студии с экспертами, депутатами, представителями отраслей по актуальным темам и законопроектам, обсуждение инициатив и уже принятых документов. |
| «Понятным языком»          | Проект, в котором понятным языком объясняются законы, принимаемые в Госдуме. Каждый закон трактуется с точки зрения позитивных изменений. |
| «Репортаж»                 | С места событий о самом интересном. О том, что происходит в Госдуме и за её пределами с участием депутатов. |
| «Колонка новостей»         | Ведущий вместе со своей интерактивной соведущей расскажет о том, что происходит в стенах Госдумы и не только. Всё то, в чём могли не успеть разобраться на прошедшей неделе. |
| «Лучше заграницы»          | Программа об уникальных туристических местах России. |
| «СОЗЫВ»                    | Документальный цикл «Созыв», посвящённый работе Госдумы седьмого созыва. Фильм включает в себя пять серий, концептуально соответствующих каждому из парламентских годов — важные события в жизни России и всего мира. В фильме рассказывается о важнейших событиях с 2016-го по 2021-й годы — от изменений в работе парламента, возвращения России в ПАСЕ и боевых действий в Сирии до пенсионной реформы, поправок к Конституции и решения проблемы обманутых дольщиков. Режиссёр фильма — обладатель гран-при кинофестиваля Triple F в составе авторской группы проекта «Узнай Россию» Денис Федоненков. |
| «SAMOVAR подкаст»          | Диалоги на актуальные темы с приглашёнными гостями. Атмосферная программа из России с любовью. |
| «Что у них в голове?»      | Интервью с иностранцами, которые оставили родину для того, чтобы жить и работать в России. Герои из последних выпусков — Масаси Исида, глава завода «Тойота» в Санкт-Петербурге и Джон Кописки, русский фермер из Англии. |

## Блокировка компанией Google
Компания Google 9 апреля 2022 года заблокировала YouTube-канал «ДУМА ТВ» , связав блокировку с соблюдением законодательства о санкциях и правил торговли. На момент блокировки на канале «ДУМА ТВ» было 145 тыс. подписчиков, а видео суммарно набрали более 100 млн просмотров.
Роскомнадзор потребовал от компании Google LLC, которая владеет интернет-сервисом YouTube, в срочном порядке восстановить доступ к каналу Госдумы РФ «Дума ТВ».
Официальный представитель МИД России Мария Захарова сразу после блокировки «ДУМА ТВ» призвала россиян «побыстрее» сохранять контент и переносить его на российские платформы. «YouTube, судя по всему, подписал себе приговор», – заявила она.
6 августа канал «ДУМА ТВ» подал иск против Google в связи с блокировкой в YouTube.
По словам замглавы комитета Госдумы по информполитике Антона Горелкина, перспективы выиграть дело есть. Он напомнил, что в аналогичной ситуации суд встал на сторону российского телеканала «Царьград» – и обязал YouTube заплатить неустойку в размере 1 млрд рублей.
16 сентября 2022 года председатель комитета Госдумы по информационной политике Александр Хинштейн сообщил, что Арбитражный суд Москвы наложил арест на счета и имущество ООО «Гугл» в качестве обеспечительной меры по иску «ДУМА ТВ». Суд принял решение об обеспечительных мерах на один миллиард рублей.

### Официальные
- Официальный сайт ДУМА ТВ
- ДУМАТВ во Вконтакте
- ДУМАТВ в Одноклассниках
- ДУМАТВ в Telegram
- ДУМАТВ в Instagram
- ДУМАТВ в Яндекс. Дзен